# اصل پلی‌فیر

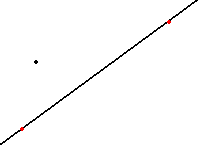
مقدم اصل پلی‌فیر: یک خط و نقطه ای که روی آن قرار نداشته باشد

تالی اصل پلی‌فیر: خط دومی، موازی با اولی، از آن نقطه عبور می‌کند

در هندسه، اصل پلی‌فیر (به انگلیسی: Playfair's Axiom)، اصلی است که می‌توان از آن به جای اصل پنجم اقلیدس بهره جست (اصل توازی اقلیدس):
در یک صفحه، برای خط دلخواه و نقطه دلخواهی که روی آن قرار نداشته باشد، حداکثر یک خط موازی با خط مذکور وجود دارد که از آن نقطه عبور کند.
این اصل با اصل توازی اقلیدس، در بستر هندسه اقلیدسی معادل بوده و به نام ریاضیدان اسکاتلندی، جان پلی‌فیر نامگذاری شده‌است. کلمه «حداکثر» در تعریف، همه آن چیزی که نیاز است را می‌دهد، چرا که می‌توان آن را از باقیمانده اصولی که می‌گویند حداقل یک خط موازی وجود دارد، بدست آورد. این گزاره را اغلب با این عبارت می‌نویسند: «یک و تنها یک خط موازی وجود دارد». در کتاب اصول اقلیدس، دو خط را موازی گویند اگر هیچگاه همدیگر را قطع نکرده و از سایر خصوصیات خطوط موازی نیز استفاده نشده باشد.
این اصل نه تنها در هندسه اقلیدسی، بلکه در مطالعه گسترده‌تر، شامل هندسه آفینی نیز به کار رفته‌است. در هندسه آفینی، مفهوم توازی نقش مرکزی را بازی می‌کند. در بستر هندسه آفین، شکل قوی تری از اصل پلی‌فیر وجود دارد (که در آن کلمه «حداکثر» با «یک و تنها یک» جانشین شده‌است)، چرا که اصول موضوعه‌های هندسه خنثی، جهت ارائه اثبات وجود خط موازی موجود نیستند. نسخه پلی‌فیر از این اصل چنان معروف شده که اغلب به آن اصل توازی اقلیدس گفته می‌شود، گرچه که نسخه اقلیدس از این اصل، متفاوت می‌باشد. نتیجه‌ای از این اصل، این است که رابطه دوتایی موازی بودن خطوط، یک رابطه سری می‌باشد.

## ارجاعات
1. ↑  (Playfair 1846، ص. 29)
2. ↑  به بیان دقیق تر، در بستر هندسه مطلق
3. ↑  Euclid's elements, Book I, definition 23
4. ↑  (Heath 1956، Vol. 1, p. 190)
5. ↑  به عنوان مثال، رافائل آرتزی (1965)، هندسه خطی، صفحه 202، انتشارات ادیسون-وسلی

- مشارکت‌کنندگان ویکی‌پدیا. «Playfair's Axiom». در دانشنامهٔ ویکی‌پدیای انگلیسی، بازبینی‌شده در ۳۰ مهٔ ۲۰۲۱.